# Barbery (Calvados)
Barbery ist eine französische Gemeinde mit 758 Einwohnern (Stand: 1. Januar 2022) im Département Calvados in der Region Normandie. Sie gehört zum Arrondissement Caen und zum Kanton Le Hom. Die Einwohner werden als Barberigeois oder Barberigeoises bezeichnet.

## Geografie
Barbery liegt rund 18 Kilometer von Caen entfernt. Umgeben wird die Gemeinde von Bretteville-sur-Laize im Norden, Urville im Nordosten, Grainville-Langannerie im Osten, Moulines im Südosten, Cesny-Bois-Halbout im Süden, Espins im Südwesten, Les Moutiers-en-Cinglais im Westen sowie Boulon in nordwestlicher Richtung.

## Bevölkerungsentwicklung
| Jahr                             | 1793 | 1836 | 1876 | 1926 | 1946 | 1968 | 1990 | 2008 | 2016 |
| Einwohner                        | 795  | 617  | 599  | 419  | 391  | 390  | 500  | 664  | 820  |
| Quelle: Cassini, EHESS und INSEE |      |      |      |      |      |      |      |      |      |

## Sehenswürdigkeiten

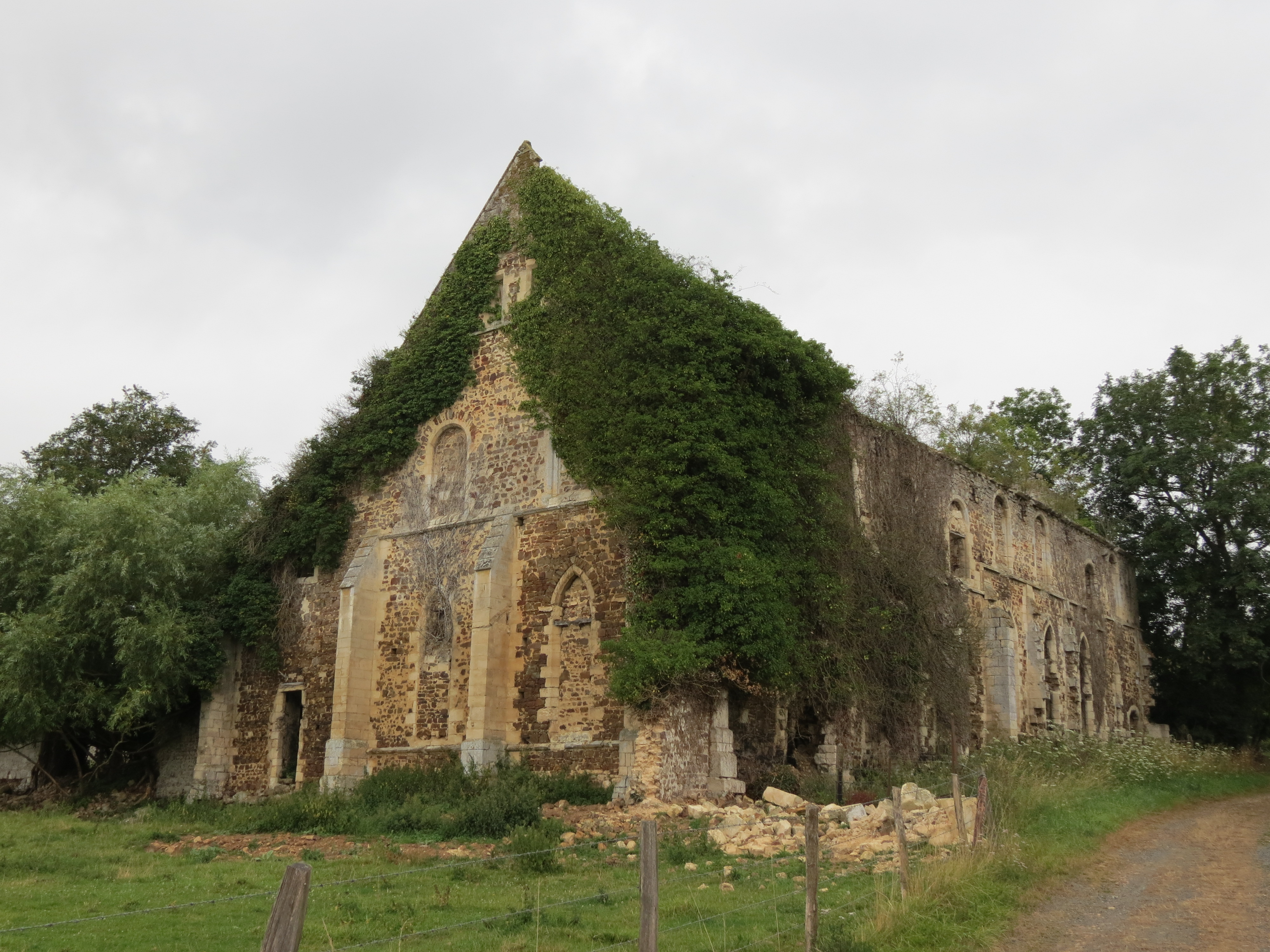
Abtei Notre-Dame

- Ruine der Zisterzienser-Abtei Notre-Dame aus dem 12. Jahrhundert auf der Gemeindegrenze zu Bretteville-sur-Laize, Monument historique
- Pfarrkirche Saint-Pierre aus dem 13. Jahrhundert, Monument historique
- Pfarrkirche Saint-Martin aus dem 13. Jahrhundert, Monument historique
- zwei Schlösser aus dem 15. und 18. Jahrhundert
- Lavoir